# Arlberg-Straßentunnel
Der Arlberg-Straßentunnel verbindet die österreichischen Bundesländer Tirol und Vorarlberg unter dem Arlberg hinweg. Er ist mit 13.972 m Länge der längste Straßentunnel Österreichs und war zur Zeit seiner Eröffnung der längste Straßentunnel der Welt. Die Gebirgsüberlagerung beträgt maximal 850 Meter. Durch den Tunnel, der von der ASFINAG betrieben wird, führt die Arlberg Schnellstraße S 16.

## Geschichte

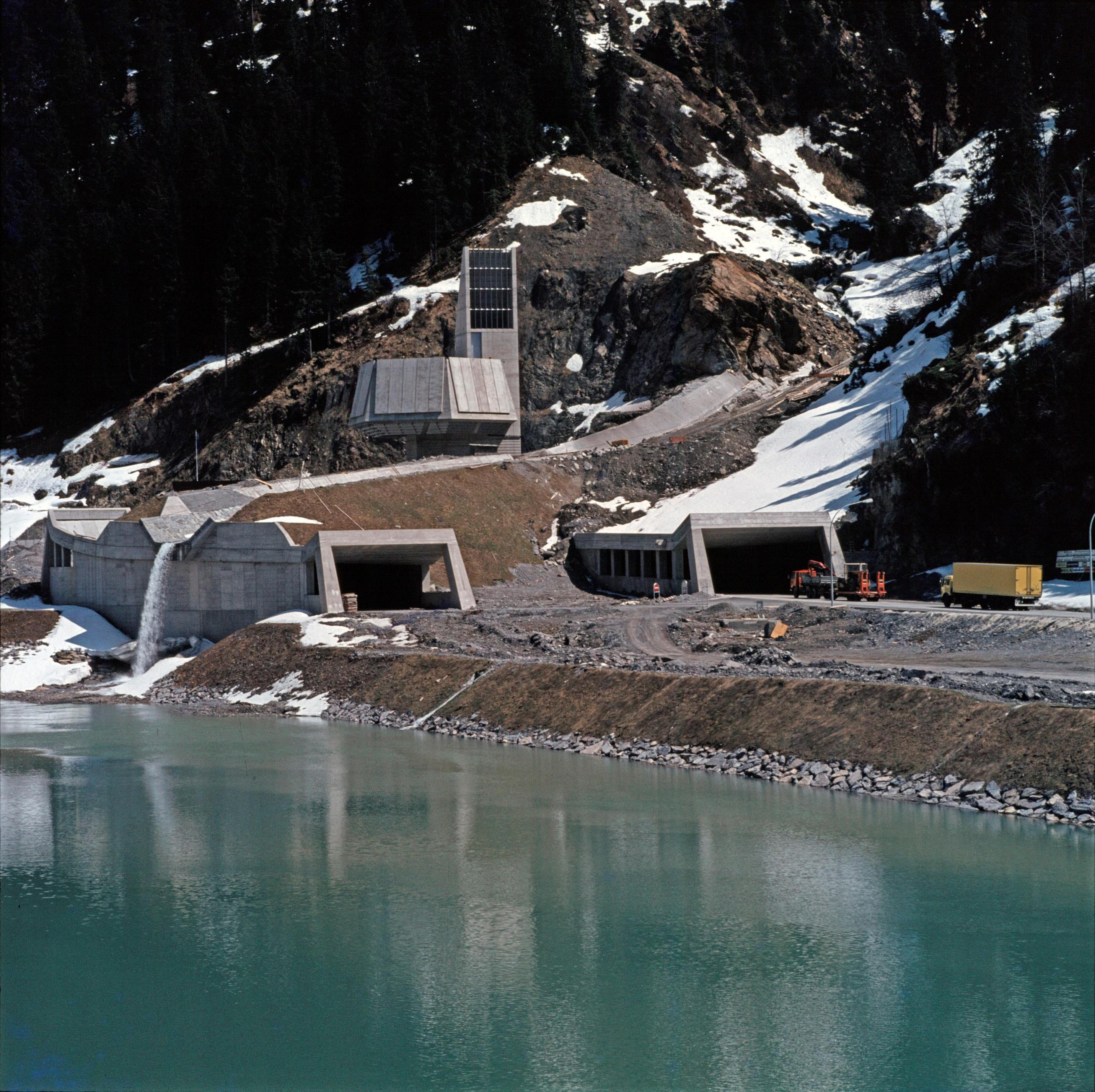
Das Westportal des Arlberg-Straßentunnels fünf Monate nach seiner Eröffnung. Nur die Südröhre (im Bild die rechte Öffnung) wurde fertiggestellt. (Mai 1979)

Mit der Zunahme des Fahrzeugverkehrs im 20. Jahrhundert war die kurvenreiche, im Winter lawinengefährdete und erschwert passierbare Arlberg-Passstraße unzureichend geworden. Bis zur Eröffnung des Straßentunnels im Jahr 1978 boten zwischen Langen und St. Anton pendelnde Autotransportzüge eine, allerdings auch nicht wintersichere, Alternative zur Arlbergpaßstraße. So entschied man sich für den Bau eines Straßentunnels zwischen Langen und St. Anton, der eine wintersichere Alternative zur Passstraße bietet. Zur Finanzierung wurde 1973 die Arlberg-Straßentunnel Aktiengesellschaft (ASTAG) gegründet, deren Anteile zu 60 % dem Bund, zu 26 % dem Land Tirol und zu 14 % dem Land Vorarlberg gehörten. Die Gesellschaft ist später in der ASFINAG aufgegangen. Der Bau kostete 4,8 Mrd. Schilling (inflationsbereinigt aktuell 977 Mio. EUR), die reinen Baukosten betrugen 3,88 Mrd. Schilling.
Die Arbeiten begannen am 1. Juni 1974, am 5. Juli 1974 fand der Tunnelanschlag in St. Anton und Langen statt. Der Durchstich erfolgte am 9. Oktober 1977, am 1. Dezember 1978 konnte der Tunnel für den Verkehr freigegeben werden. Beim Bau wurde die Neue Österreichische Tunnelbauweise angewandt. Obwohl das Gebirgsverhalten nicht den Erwartungen entsprach und insbesondere übermäßige Gesteinsbewegungen abgefangen werden mussten, konnten die Baufristen um ein halbes Jahr unterboten werden. Ursprünglich waren zwei Röhren im Abstand von 70 m vorgesehen, beim fertiggestellten Tunnel handelt es sich um die geplante Südröhre. Für die Nordröhre wurden die Eingangsstrecken, insgesamt 343,5 m bereits ausgebrochen, um bei einem evtl. Bau einer 2. Röhre den Betrieb in der Südröhre nicht zu gefährden.
In den Jahren 2015 und 2017 wurde von der ASFINAG die erste Generalsanierung des Tunnels mit Vollsperren und dem Einbau moderner Sicherheitstechnik durchgeführt. Vom 21. April bis zum 15. November 2015 wurde der Arlberg-Straßentunnel für die ersten Baumaßnahmen knapp sieben Monate lang gesperrt. Pkw sowie Lkw des Ziel- und Quellverkehrs konnten während dieser Zeit lokal über den Arlbergpass ausweichen, andere Lkw mussten großräumiger umfahren. Die zweite Vollsperre des Tunnels dauerte gut fünf Monate vom 24. April bis zum 29. September 2017. Die Sanierungsarbeiten wurden in diesem Zeitraum abgeschlossen.
Bis 2018 wurde der Tunnel mit 82 Millionen Fahrzeugen passiert.
Eine erneute Sperrung für die Grunderneuerung der noch von 1978 stammenden, bis dahin immer nur stellenweise ausgebesserten Betonfahrbahn (Oberbeton), der Hauptentwässerung und der Beschichtung der Tunnelwände sowie eine Modernisierung der Mautstelle (auf Tiroler Seite) war ursprünglich ab 2022 geplant, wurde aber von der Asfinag unter anderem wegen Beschaffungs- und Personalproblemen auf 2023 und 2024 verschoben. 2023 war der Tunnel vom 24. April bis 6. Oktober fünfeinhalb Monate lang gesperrt, im Sommerhalbjahr 2024 noch einmal gut sieben Monate vom 15. April bis 22. November. 2023 wurden dabei die östliche, 2024 die westliche Hälfte der Fahrbahn sowie die Mautstelle in St. Jakob gebaut.

## Verlauf
Der Tunnel besteht eigentlich aus zwei hintereinanderfolgenden, durch die Rosannaschlucht getrennten Tunneln und auf beiden Seiten anschließenden Galerien. Am Ostportal in St. Jakob befindet sich eine Einfahrtsgalerie, gefolgt von der Lüftungszentrale St. Jakob und dem 3951 m langen Vortunnel. Anschließend wird die Rosanna auf einer eingehausten Brücke überquert, bevor das eigentliche Arlbergmassiv im 10.311 m langen Haupttunnel durchquert wird. Am Westportal südlich von Langen befindet sich wiederum eine Einfahrtsgalerie sowie die Lüftungszentrale Langen. Vom Ostportal (1223 m ü. A.) steigt der Tunnel über 3940 m mit 1,67 % bis zum Scheitel bei der Rosannaquerung (1318 m ü. A.) an. Danach fällt er auf 10.032 m Länge mit 1,3 % bis zum Westportal auf 1188 m ü. A. ab. Mit den Einfahrtsbauwerken beträgt die Länge 15.537 m. Die Breite des Tunnels beträgt 9,40 m, davon entfallen 7,50 m auf die Fahrbahn und je 0,95 m auf die Gehsteige an beiden Seiten.

## Sicherheit

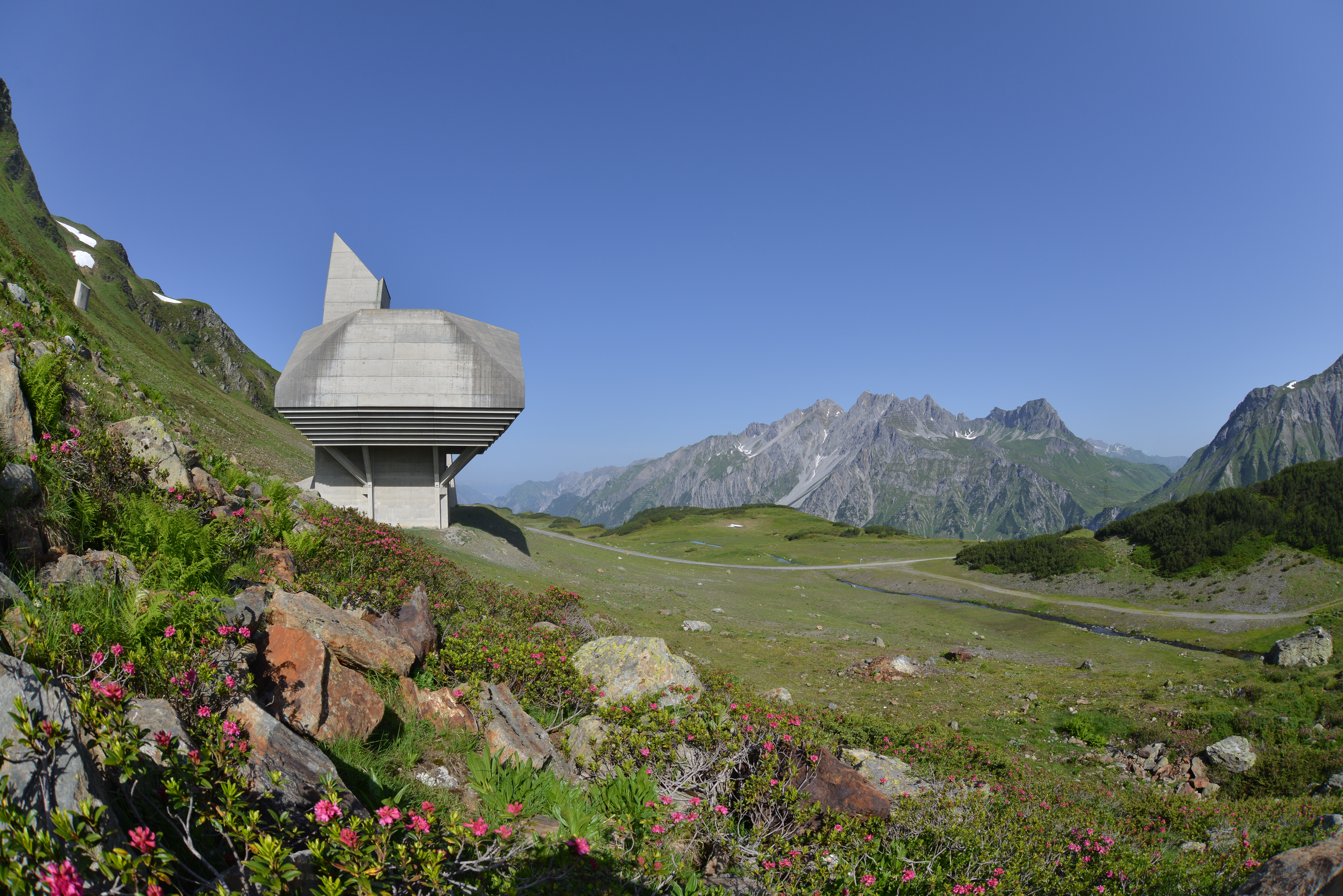
Der 736 m tiefe Lüftungsschacht Albona

Der Tunnel ist für 1800 Kraftfahrzeuge pro Stunde und Richtung ausgelegt und mit vier Lüftungszentralen, zwölf Ventilatoren, einem durchgehenden schaltbaren Lichtband, 43 TV-Kameras zur Verkehrsüberwachung, Notruftelefonen im Abstand von 212 m und 16 Abstellnischen ausgestattet. Der Luftaustausch erfolgt über zwei Lüftungszentralen an den Portalen und zwei Lüftungsschächte. Der Lüftungsschacht Maienwasen auf der Tiroler Seite hat einen Durchmesser von 8,3 m und eine Tiefe von 218 m. Der Lüftungsschacht Albona auf der Vorarlberger Seite hat einen Durchmesser von 7,7 m bei einer Tiefe von 736 m.
Der Brand im Tauerntunnel 1999 gab zu einem umfassenden Ausbau der Sicherheitstechnik in den österreichischen Straßentunneln Anlass.
So wurden bis 2008 in der ersten Ausbaustufe sechs Verbindungsstollen mit 150 m bis 300 m Länge zu dem parallel führenden Arlberg-Eisenbahntunnel gebaut. Ein siebenter solcher Stollen führt zum sich östlich an den Bahnhof St. Anton anschließenden Wolfsgrubentunnel der Eisenbahn, aus dem – nach Überquerung der Gleise – ein weiterer Stollen nach St. Anton ins Freie führt. Eine achte Möglichkeit zur Flucht aus dem Straßentunnel besteht in Form eines Notausgangs bei der Rosannaquerung. Damit beträgt die maximale Fluchtweglänge 850 m. Die durch Schleusen vom Fahrraum abgetrennten Verbindungsstollen weisen außerdem noch Sammelräume auf, die jeweils 800 Personen Platz bieten.

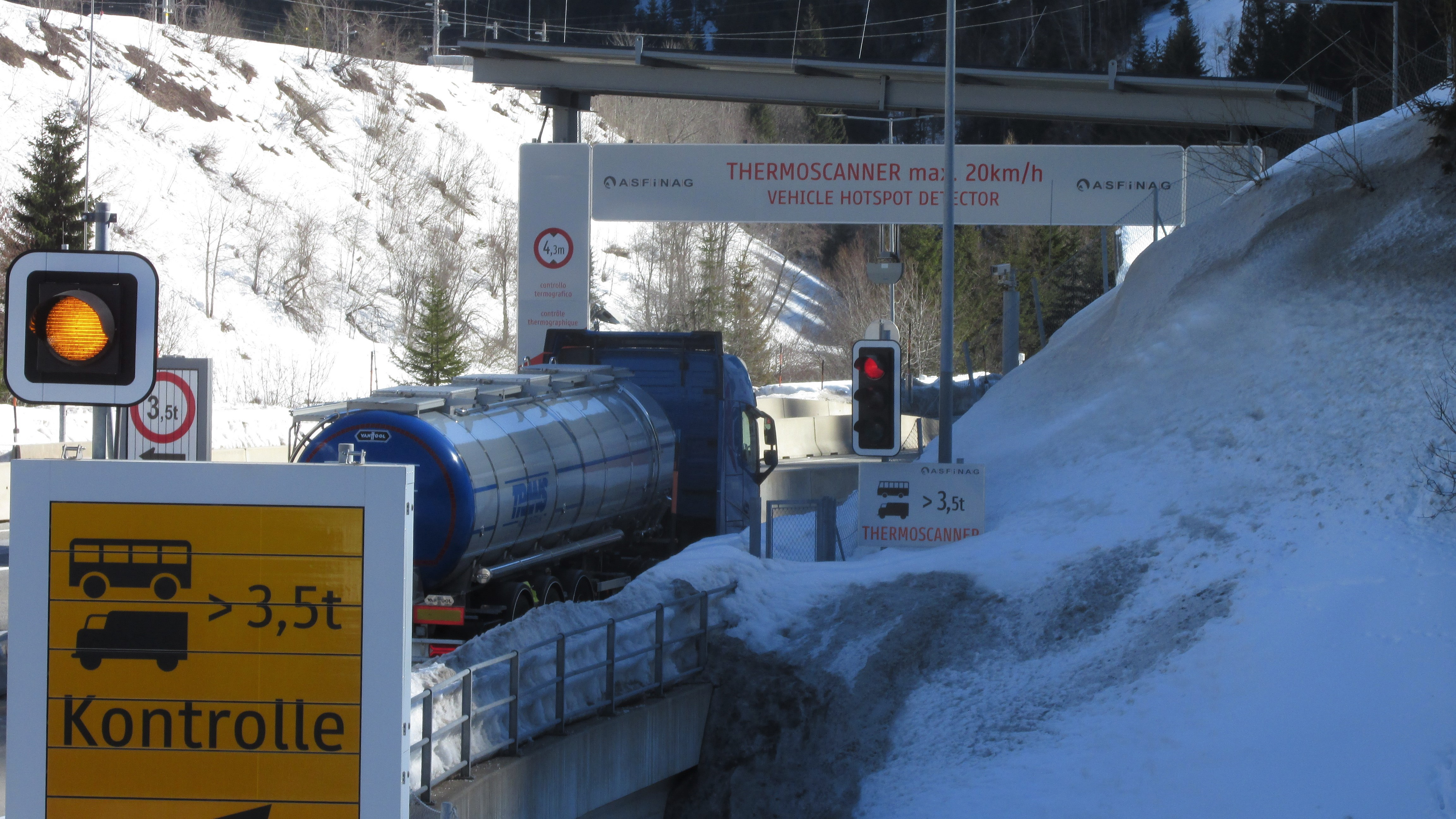
Einfahrt in den Thermoscanner am Westportal

Vor jedem Portal befindet sich seit der Modernisierung 2014 bis 2017 ein Thermoscanner, der überhitzte Bauteile von LKW erkennt. Zur Einfahrt in diesen werden Fahrzeuge mit mehr als 3,5 t zulässigem Gesamtgewicht aus der Hauptfahrspur ausgeleitet. Der Lenker wird im Bedarfsfall noch vor dem Tunnelportal auf eine Abstellfläche geführt.
Ursprünglich war geplant, in der zweiten Ausbaustufe ab 2014 den Fluchtwegabstand mit acht weiteren Verbindungstunneln zum Eisenbahntunnel auf 850 m zu verkürzen. In der dritten und endgültigen Ausbaustufe ab 2016 sollte ein paralleler Fluchtstollen gebaut werden mit Zugängen alle 425 m. Diese Fluchtwegplanung wurde indes überarbeitet, ab 2014 wird der Zuluftkanal der Querlüftung des Tunnels zu einem Fluchttunnel adaptiert, Zugänge zu diesem Luftkanal werden im Abstand von maximal 500 m errichtet. Alle 1700 m werden die im Ereignisfall Flüchtenden dann aus dem Zuluftkanal/Fluchttunnel in die bestehenden Flucht- und Rettungswege, die den Straßentunnel mit dem Eisenbahntunnel verbinden, geleitet. Dieser Fluchttunnel befindet sich in der Zwischendecke über der Fahrbahn. Um die Stabilität der Tunneldecke im Brandfall zu erhalten, wurde eine Sprühnebelanlage installiert.
Bei der Sanierung 2023/24 wird eine aus einem hellen Gestein zusammengesetzte Betonsorte als Fahrbahn-Deckschicht aufgetragen, um Strom für die Tunnelbeleuchtung zu sparen. Die Tunnelwände erhalten eine spezielle Beschichtung, damit Schmutz wenig daran haftet und die Wände verdunkelt.

Sicherheitseinrichtungen
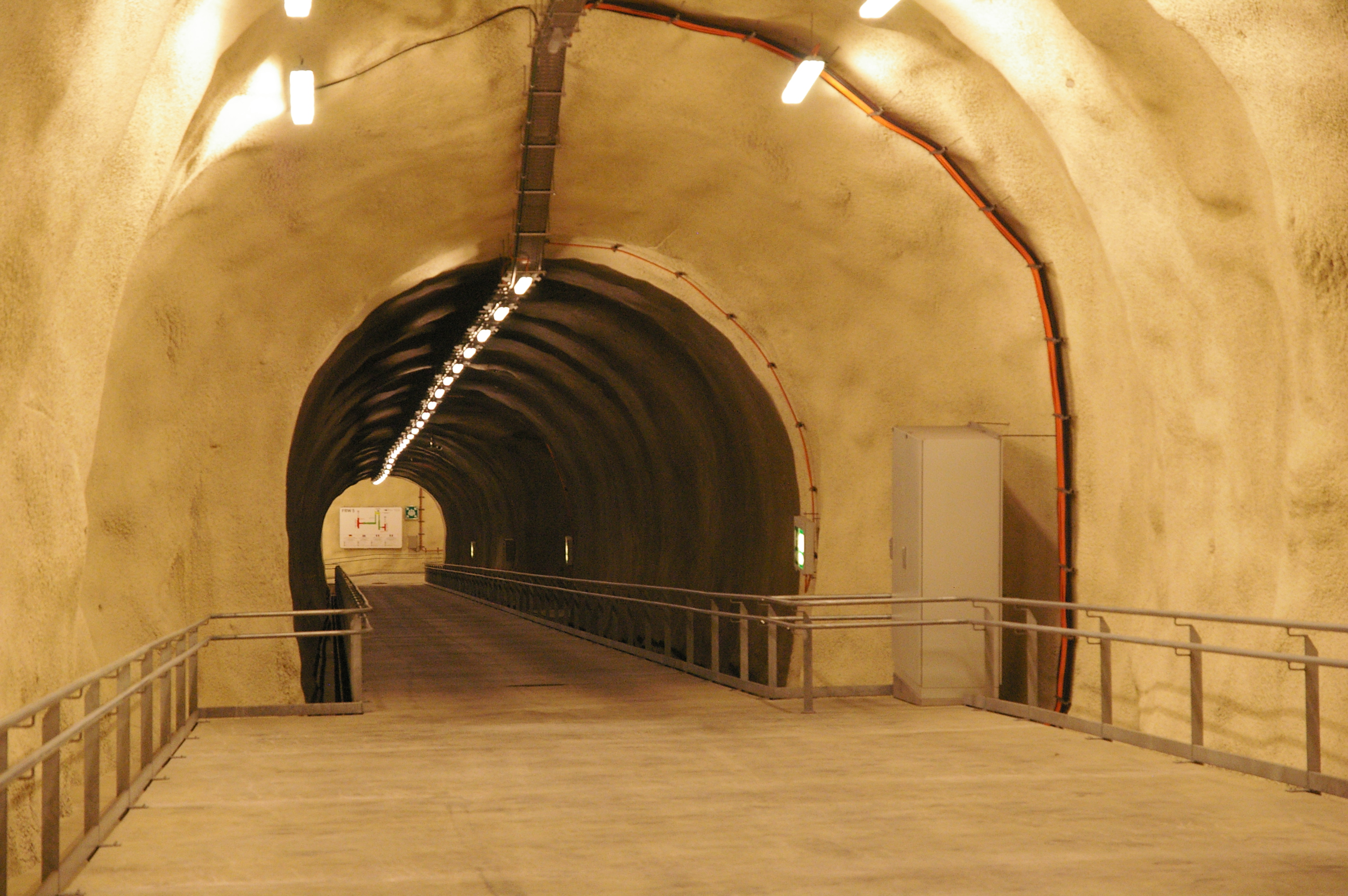
Fluchtstollen zwischen den beiden Tunneln
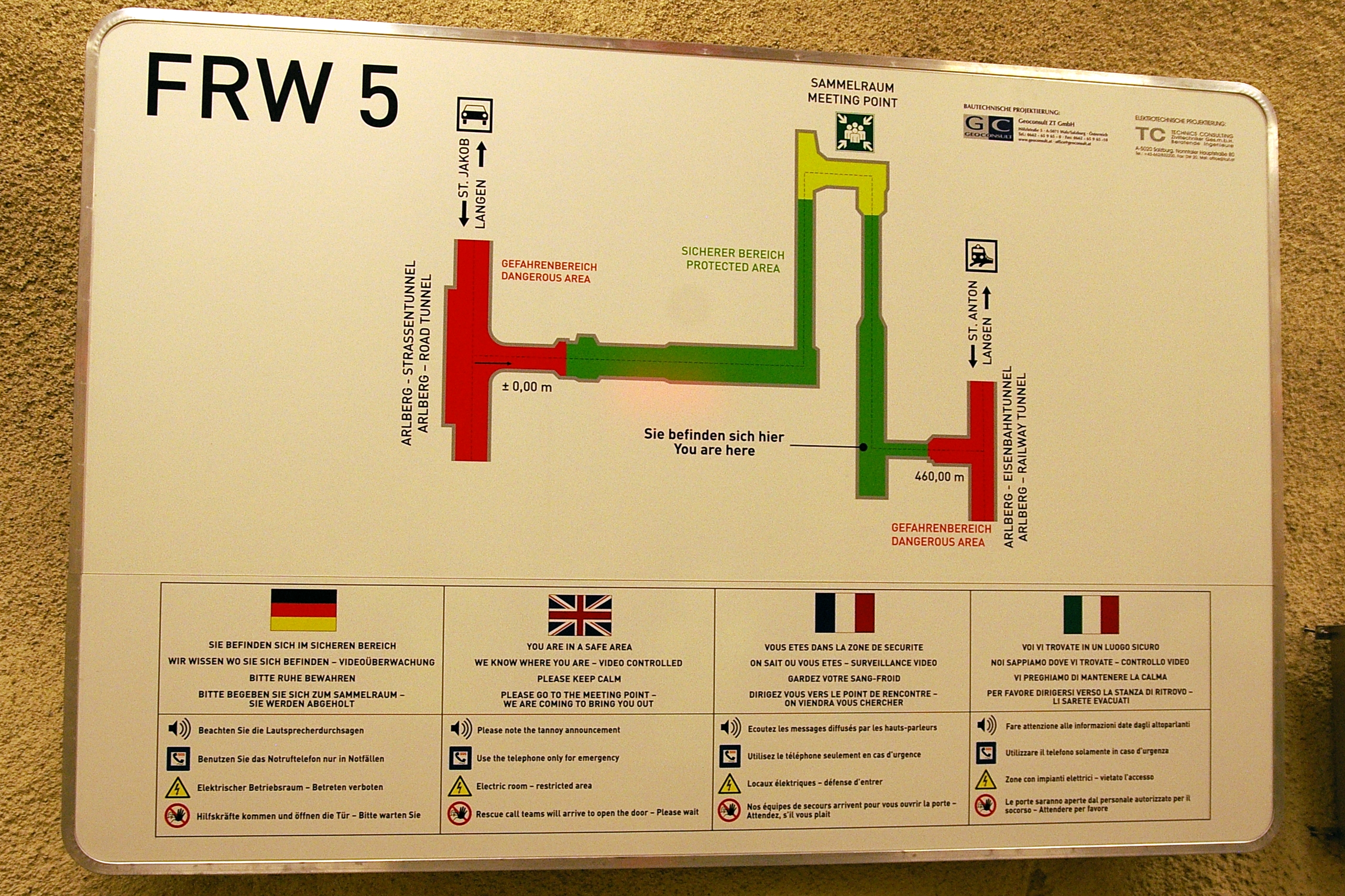
Infotafel zur Selbstrettung

## Maut

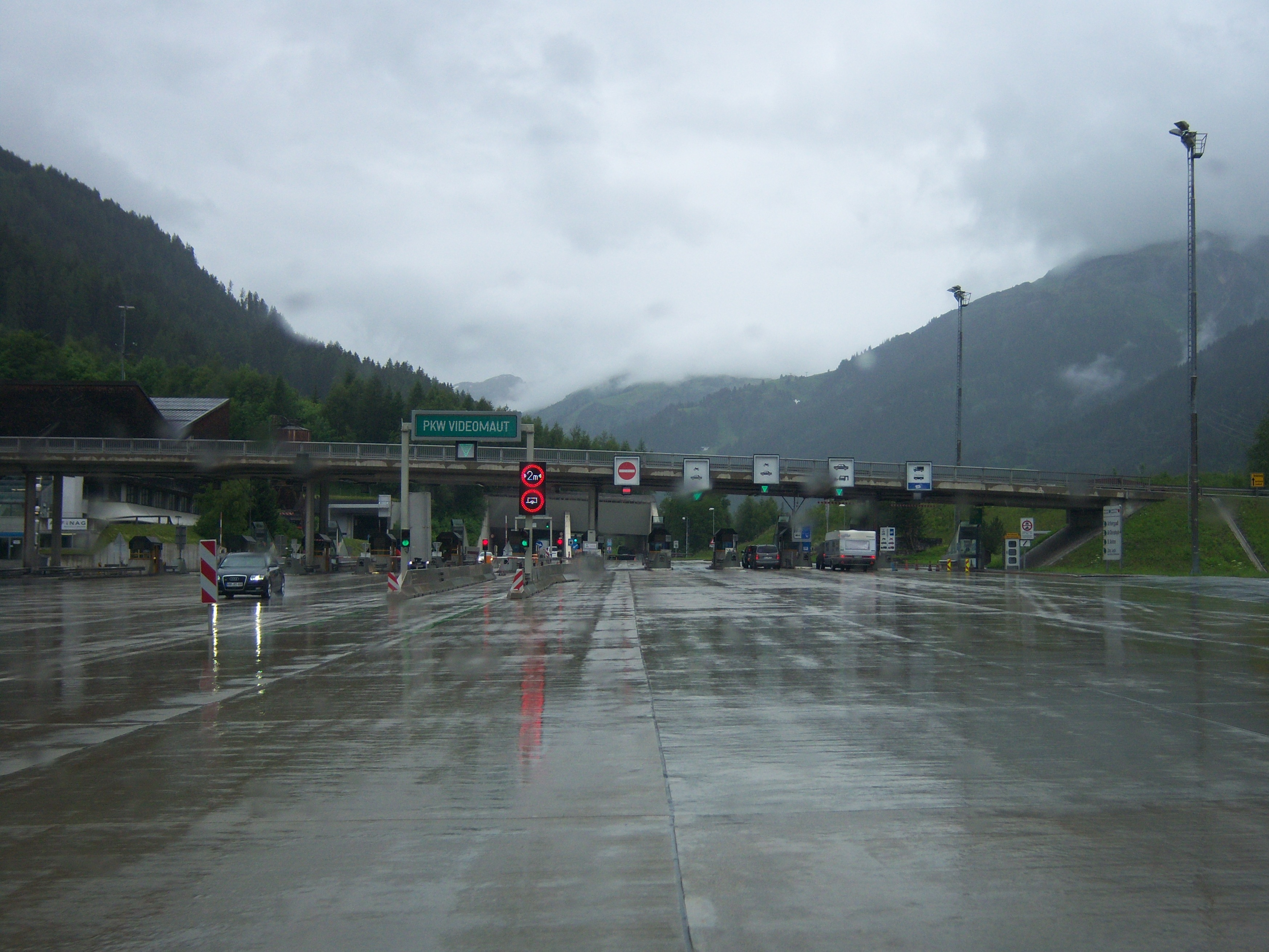
Die Mautstelle für beide Richtungen, in Tirol, Blickrichtung West zum Tunnel. Mitte „Pkw Videomaut“-Spur; ganz rechts Abgang zum Fußgängerquertunnel und Telefonzelle. (2011)

Die Benutzung des Tunnels ist streckenmautpflichtig. Eine Einzelfahrt mit dem Pkw kostete zur Eröffnung 120 Schilling und aktuell 12,50 Euro (Stand 1. Januar 2025).
Da es sich um einen Streckenmautabschnitt handelt, unterliegt der Tunnel nicht der Vignettenpflicht. Die Mautstelle befindet sich vor dem Ostportal bei St. Jakob auf Tiroler Seite.